# Undisclosed Desires

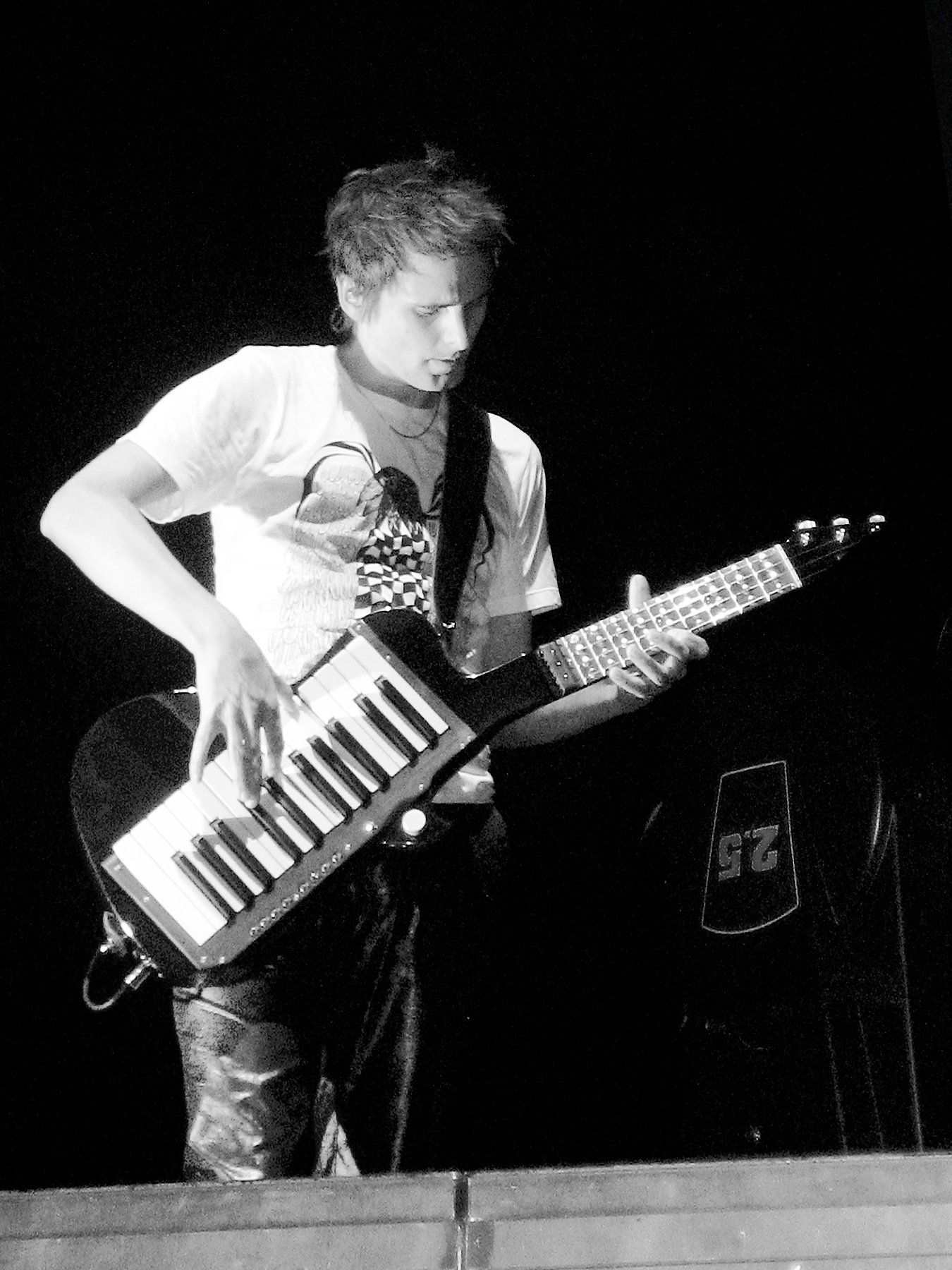
Matthew Bellamy met de keytar die in het nummer wordt gebruikt.

"Undisclosed Desires" is een nummer van de Britse rockband Muse. Het werd op 16 november 2009 uitgebracht als de tweede single van het album The Resistance.
Het nummer is geschreven door zanger Matthew Bellamy en wordt door hem omschreven als "een persoonlijk nummer over mij en mijn vriendin."

## Achtergrond
Undisclosed Desires werd samen met de andere nummers van The Resistance opgenomen in 2008 of 2009, tijdens de sessies in de Muse-studio naast het Comomeer. Het programmeren van de drum in het nummer is door drummer Dominic Howard geregeld.
Opvallend is dat Undisclosed Desires het eerste Muse-nummer is waarbij Bellamy geen gitaar of piano bespeelt. Tijdens live-concerten was hij tijdens het nummer met een keytar te zien. Sinds The 2nd Law Tour is dit niet meer het geval: Bellamy gaat nu langs het publiek lopen om ze een hand te geven. De keytar is sindsdien niet meer gezien. Matthew Bellamy over het nummer: "Het heeft veel invloeden vanuit R&B en vooral Timbaland - zware beats, syncope, erg melodisch, ritmische vocalen."<ref">(en) Wilkinson, Ray, Progressive stadium rock three dream up album five. Mojo (2009) – via MuseWiki. </ref>
Bassist Chris Wolstenholme speelt slapping bass in het nummer, een techniek die volgens hemzelf "waarschijnlijk nooit cool is geweest". In dit nummer scheen het voor de band echter te werken, dus hielden ze het erin.
Het nummer werd voor het eerst live gespeeld tijdens de A Seaside Rendezvous-concerten van de band in Teignmouth op 4 september 2009.

## Muziekvideo
De muziekvideo voor het nummer, geregisseerd door het Franse duo Jonas & François, bevat de drie bandleden in een kamer met overal kabels. De kamer bevat diverse schermen, die de tekst van het nummer weergeven.

## Tracklist
Alle muziek is geschreven door Matthew Bellamy.
| 1.                 | Undisclosed Desires                         | 3:56 |
| 2.                 | Undisclosed Desires (The Big Pink-remix)    | 4:27 |
| 3.                 | Undisclosed Desires (Thin White Duke-remix) | 7:44 |
| Totale duur: 13:07 |                                             |      |

| 1.                | Undisclosed Desires                   | 3:56 |
| 2.                | Undisclosed Desires (live uit Madrid) | 4:46 |
| Totale duur: 8:42 |                                       |      |

| 1.                 | Undisclosed Desires (albumversie)                  | 3:56 |
| 2.                 | Undisclosed Desires (The Big Pink-remix)           | 4:30 |
| 3.                 | Undisclosed Desires (Thin White Duke-remix)        | 7:40 |
| 4.                 | Undisclosed Desires (Thin White Duke-Remix (edit)) | 4:51 |
| Totale duur: 20:57 |                                                    |      |

## Medewerkers

### Muse
- Matthew Bellamy –zang, keyboard, synthesizer, producer, keytar
- Christopher Wolstenholme – basgitaar, achtergrondzang, producer
- Dominic Howard – drums, synthesizer, producer

### Productie
- Adrian Bushby – geluidstechnicus
- Mark 'Spike' Stent – mixen
- Ted Jensen – mastering

## NPO Radio 2 Top 2000
| Nummer met noteringen in de NPO Radio 2 Top 2000 | '16 | '17  | '18 | '19  | '20  | '21  | '22  | '23  | '24  |
| ------------------------------------------------ | --- | ---- | --- | ---- | ---- | ---- | ---- | ---- | ---- |
| Undisclosed Desires                              | 879 | 1030 | 960 | 1108 | 1315 | 1273 | 1219 | 1236 | 1433 |

1. ↑  Een vetgedrukt getal geeft de hoogste notering aan.
2. ↑  2016 was het eerste jaar met een notering voor dit nummer.